# 圣费利于达蒙
圣费利于达蒙（法語：Saint-Féliu-d'Amont，法語發音：[sɛ̃ feljy damɔ̃] ⓘ）是法国东比利牛斯省的一个市镇，位于该省东部，属于佩皮尼昂区。

## 地理
圣费利于达蒙（42°41'12"N, 2°43'21"E）面积6.11 平方千米，位于法国奧克西塔尼大區东比利牛斯省，该省份为法国大陆部分最南部的省份，涵盖了北加泰罗尼亚，北起奥德省，西接阿列日省和安道尔，南与西班牙接壤，东临地中海。
与圣费利于达蒙接壤的市镇（或旧市镇、城区）包括：科尔内亚-拉里维耶尔、圣费利于达瓦伊、卡斯泰尔努、卡梅拉斯、米亚斯。

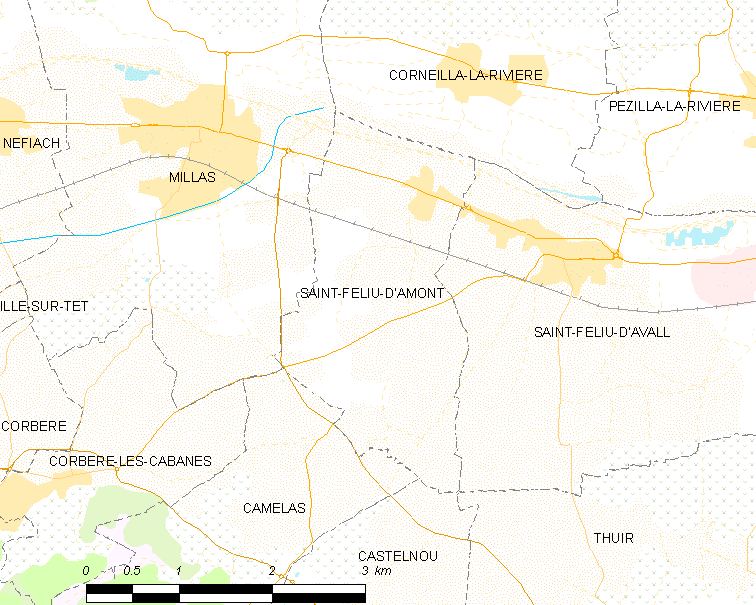
圣费利于达蒙的OSM定位图

圣费利于达蒙的时区为UTC+01:00、UTC+02:00（夏令时）。

## 行政
圣费利于达蒙的邮政编码为66170，INSEE市镇编码为66173。

## 政治
圣费利于达蒙所属的省级选区为泰特河谷县。

## 人口

1962-2008年间圣费利于达蒙人口变化图示

圣费利于达蒙于2022年1月1日时的人口数量为1262人。